# Chiesa di San Martino a Cispiano
La chiesa di San Martino si trova in località Cispiano nel comune di Castellina in Chianti.

## Storia
Le prime testimonianze della chiesa risalgono al 10 agosto 998 quando vien citata in una donazione effettuata dal marchese Ugo di Toscana alla Badia di Marturi. La chiesa era una suffraganea della pieve di Sant'Agnese in Chianti, distante poco più di un chilometro e compresa nella diocesi di Siena.
Le decime pontificie pagate e registrate nel Rationes Decimarum mostrano una situazione economica buona ed un reddito annuo superiore alle 40 lire senesi, infatti nel 1276 paga 6 lire e 7 soldi, nel 1277 4 lire e nel 1303 4 lire.
Nel XIII secolo la chiesa diventa parte del contado fiorentino e nel 1414 risulta che il patronato fosse della famiglia Ricasoli, che possedevano dai terreni nella zona.
Dopo la costituzione, alla fine del XVI secolo, della Diocesi di Colle Val d'Elsa, la chiesa vi fu inclusa e fu eletta a prioria. La parrocchia di Cispiano fu sempre poco popolata tanto che al censimento del 1551 risultano 53 abitanti che salirono a 55 in occasione del censimento del 1745 e a 69 in quello del 1833. Nonostante l'esiguo numero di abitanti alla metà del XIX secolo si fecero grandi restauri dell'edificio al quale venne aggiunto il campanile in laterizio.
Vi si celebra nel mese di maggio di ogni anno una festa in onore della Madonna "Consolatrix Afflictorum" venerandosi all'interno un'immagine che nella popolazione rurale del Chianti si riteneva e si ritiene miracolosa.

## Descrizione
La chiesa ha un'aula a pianta rettangolare conclusa da un'abside e coperta a tetto. Sulla parte destra sono addossate delle costruzioni successive.
La facciata, in occasione dei restauri ottocenteschi, è stata modificata con la sostituzione del portale e della monofora con elementi non originali. In una raffigurazione del XVI secolo in una carta dei Capitani di Parte Guelfa la chiesa presenta un portale centinato sovrastato da un occhio. Il fianco sinistro è l'unico internamente visibile e mostra ancora parte dell'originario paramento murario costituito da conci di alberese dalla tonalità chiara. La tribuna, risalente al XIII secolo, è caratterizzata dalla piccola abside semicircolare nella quale si apre una monofora ad arco monolitico.
È di pertinenza della chiesa una Croce quattrocentesca in bronzo dorato attribuita ad un artista prossimo al senese Francesco d'Antonio, attualmente conservata nella parrocchiale di Castellina.

## Bibliografia

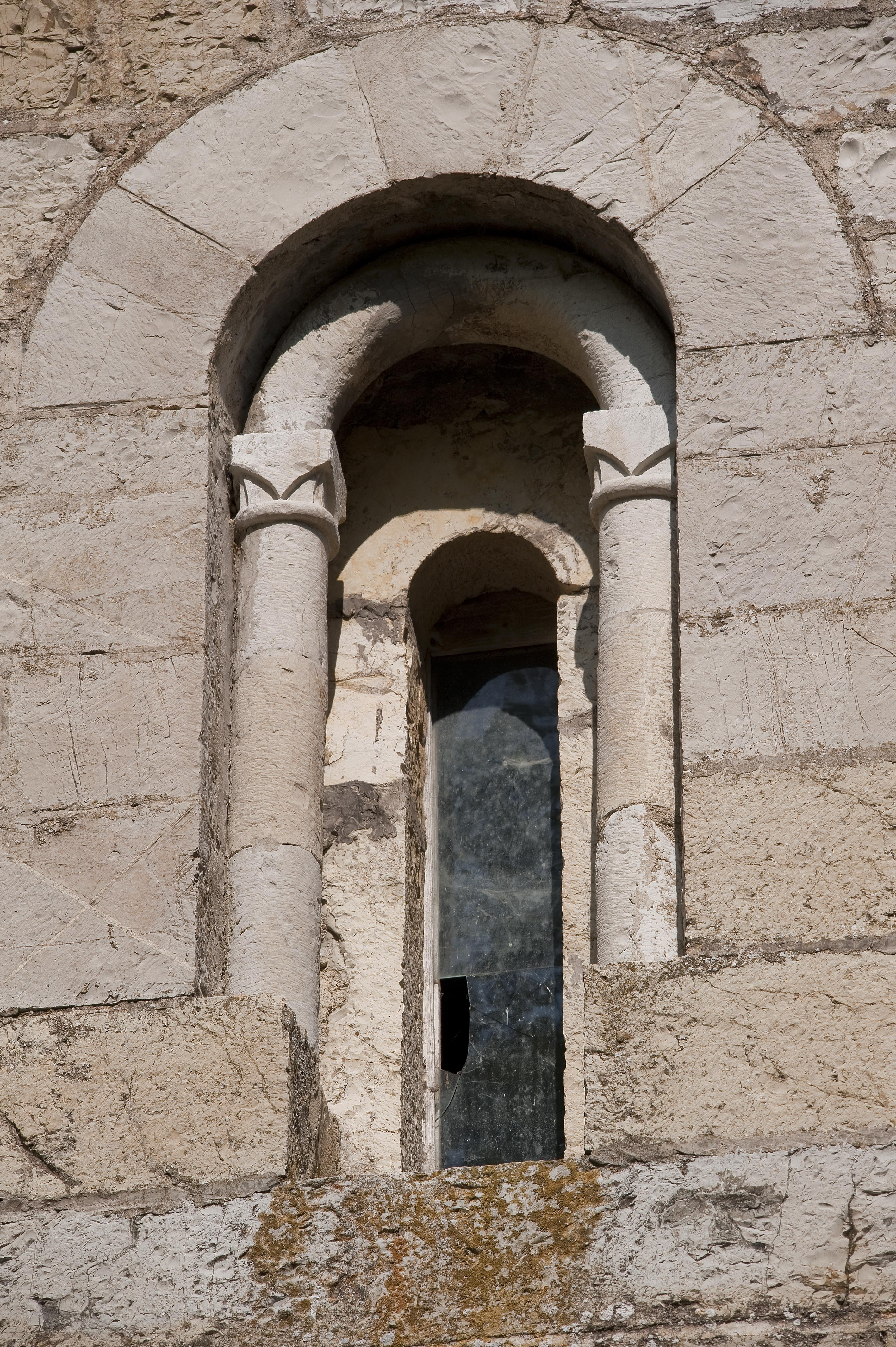
Monofora in facciata